# 年轻的牧羊女 (1868年)
《年轻的牧羊女》(法文: Jeune Bergère；英文: Young Shepherdess )是法国画家威廉·阿道夫·布格罗创作于1868年的一幅油画。现藏于美国佛罗里达州奥卡拉的阿普尔頓艺术博物馆。

## 类似作品
- 牧羊女 (1889年)
- 年轻的牧羊女 (1885年)
- 小牧羊女 (1891年)